# Atlas der Schepping
Atlas der Schepping (Turks: Yaratılış Atlası) is een serie van drie boeken tegen de evolutietheorie die geschreven is door de Turkse Harun Yahya (pseudoniem van Adnan Oktar), vertegenwoordiger van de islamitische variant van het creationisme.
Het werk betreft een islamitische ideologisch propagandaboek en poogt de evolutietheorie als verwerpelijk en onzin af te doen. God zou de mens, het dier en de wereld hebben geschapen. Vele voorbeelden zijn ontleend aan het christelijke creationisme en worden gebruikt om het moslimcreationisme te ondersteunen en de evolutietheorie in diskrediet te brengen:
- Vele foto's van honderden miljoenen jaren oude fossielen worden getoond met daaronder een foto van een hedendaags organisme, met het commentaar dat het fossiel en het hedendaagse organisme identiek zijn. De bronnen van deze foto's worden niet duidelijk gemaakt.

Daarnaast beweert het boek zaken als:
- De terroristische aanslagen op 11 september 2001 en de Holocaust zouden rechtstreeks terug te leiden zijn op het Darwinisme. Adolf Hitler zou zich hebben laten inspireren door het uitgangspunt dat "de sterksten zullen overleven".
- De islam is daarentegen een religie die staat voor vrede en welzijn, aldus de schrijver.

Het geschrift werd in februari van 2007 over vele scholen in Europa verspreid met als doel leerlingen te overtuigen van het bestaan van God. Atlas der Schepping weegt een ruime vier kilo, is zevenentwintig bij zevenendertig centimeter in omvang en zo'n vijf centimeter dik. Het boek werd verspreid door de Turkse uitgever Global Publishing uit Istanboel.

## Kritiek
De actie van Harun Yahya kreeg scherpe kritiek in de media en tal van onderwijsinstellingen weren de publicatie wegens 'misleidend', 'strijdig met het onderwijsprogramma' en zelfs 'onethisch'.
Evolutionair populatiebiologe De Jong van de Universiteit Utrecht zegt over het boek: “De inhoud gaat volledig voorbij aan de wetenschappelijke bewijzen die er zijn voor de evolutietheorie. De grote vraag voor mij is wie dit allemaal betaalt. Ik bewaar het maar als een curiositeit."
Marijke Van Bogaert, wetenschappelijk medewerkster van het Hoger Instituut voor Wijsbegeerte van de Katholieke Universiteit Leuven, ontving, volgens De Standaard van 1 maart 2007, het boek al voor kerst op de afdeling. Het viel Van Bogaert op hoe goed de boodschap is verpakt, maar hoe slecht die is geschreven en beargumenteerd. Een niet zo kritische lezer kan makkelijk geïmponeerd raken door de imposante foto's, vermoedt ze. "Hij krijgt pas aan het eind van het boek door dat hij wordt misleid."